# زابرانگتس
زابرانگتس (به لهستانی:  Zabraniec) یک روستا در لهستان است که در گمینا پوشوینتنه (استان ماسوویان) واقع شده‌است.